# Второй Курильский пролив

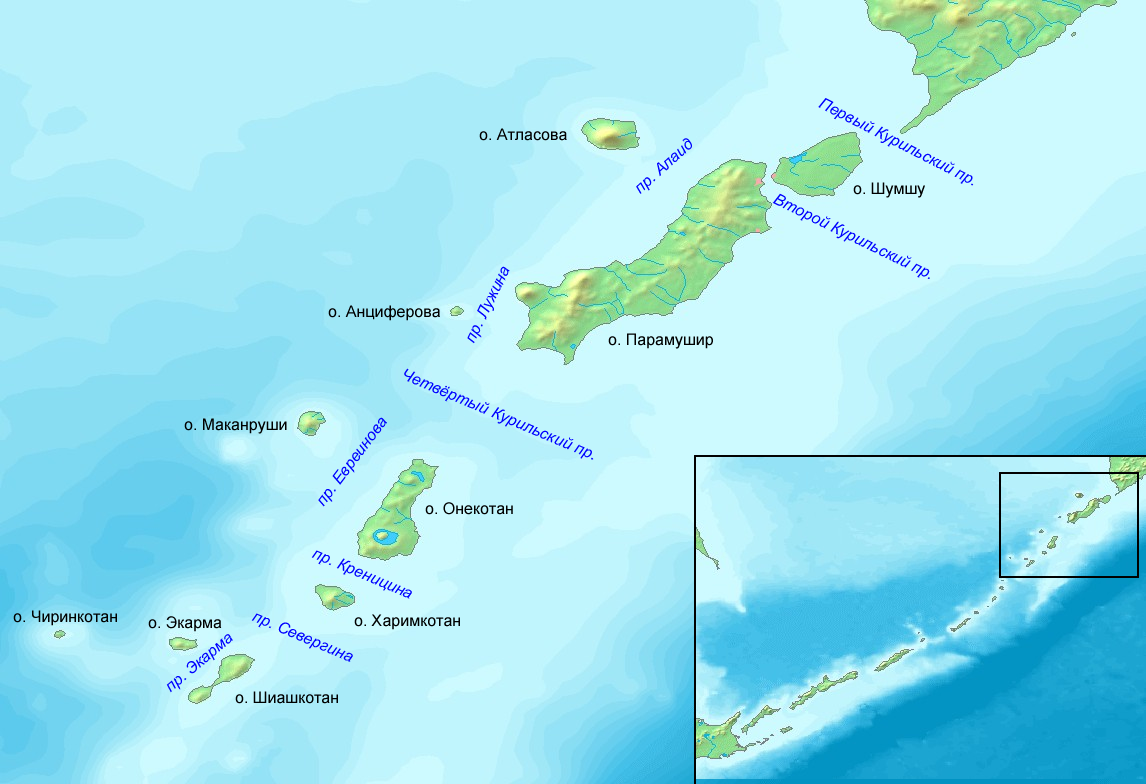
Расположение Второго Курильского пролива

Второй Курильский пролив — пролив в Тихом океане, отделяет остров Шумшу от острова Парамушир. Соединяет Охотское море и Тихий океан.
Длина около 30 км. Минимальная ширина 1,5 км. Глубина до 30 м. Берег обрывистый. На западном (парамуширском) берегу несколько пещер.
В проливе выделяются мысы Савушкина, Артюшина, Опорный, Крепкий, Озерный (Парамушир), Чибуйный, Шумный (Шумшу). В пролив впадают реки Наседкина, Матырская, Городская, Савушкина. На восточном побережье много подводных и надводных камней. В южной части пролива расположена бухта Утёсная. За мысом Озерным пролив Второй Курильский переходит в пролив Левашова.
Средняя величина прилива по берегам пролива 1,0 м.
Назван по расположению при счёте с севера среди проливов Курильской гряды.
На острове Шумшу на берегу пролива расположены посёлки Байково и Шумный, на Парамушире на берегу пролива находится город Северо-Курильск.
Пролив находится в акватории Сахалинской области.

## История
5 ноября 1952 года населённые пункты по берегам пролива были фактически уничтожены крупнейшим стихийным бедствием (цунами в Северо-Курильске 1952 года), пришедшим со стороны Тихого океана.
Согласно исследованиям советских учёных конца XX века, побережье Второго Курильского пролива (т.е. восточное побережье Парамушира, и западное — Шумшу), где проживало практически всё население Северо-Курильского района (поселки Северо-Курильск, Байково, Козыревский), относится к районам с очень высокой степенью опасности цунами.

## См.также
- Курильские проливы